# Crown Point (Alaska)
Crown Point és una concentració de població designada pel cens dels Estats Units a l'estat d'Alaska. Segons el cens del 2000 tenia 75 habitants.

## Demografia
Segons el cens del 2000, Crown Point tenia 75 habitants, 28 habitatges, i 19 famílies La densitat de població era de 8,2 habitants/km².
Dels 28 habitatges en un 32,1% hi vivien nens de menys de 18 anys, en un 60,7% hi vivien parelles casades, en un 3,6% dones solteres, i en un 32,1% no eren unitats familiars. En el 28,6% dels habitatges hi vivien persones soles el 10,7% de les quals corresponia a persones de 65 anys o més que vivien soles. El nombre mitjà de persones vivint en cada habitatge era de 2,43 i el nombre mitjà de persones que vivien en cada família era de 2,95.
Per edats la població es repartia de la següent manera: un 21,3% tenia menys de 18 anys, un 5,3% entre 18 i 24, un 28% entre 25 i 44, un 36% de 45 a 60 i un 9,3% 65 anys o més.
L'edat mediana era de 42 anys. Per cada 100 dones hi havia 97,4 homes. Per cada 100 dones de 18 o més anys hi havia 126,9 homes.
La renda mediana per habitatge era de 59.063 $ i la renda mediana per família de 59.063 $. Els homes tenien una renda mediana de 36.250 $ mentre que les dones 41.250 $. La renda per capita de la població era de 17.498 $. Cap de les famílies i el 15,6% de la població estaven per davall del llindar de pobresa.

## Poblacions més properes
El següent diagrama mostra les poblacions més properes.